# The Pee-wee Herman Show
The Pee-wee Herman Show est un spectacle créé par Paul Reubens en 1980. Il marque la première apparition significative du personnage fictif humoristique Pee-wee Herman, cinq ans avant Pee-wee Big Adventure et six ans avant Pee-wee's Playhouse. Le spectacle a été donné pour la première fois à minuit en février 1981 au théâtre des Groundlings, avant d'être déplacé au Roxy Theatre à Los Angeles, où la chaîne HBO en a fait une captation pour la diffuser comme Special la même année. Cette captation sort sur DVD le 18 juillet 2006. Ce spectacle de fin de soirée contient beaucoup plus d'humour pour adulte que les émissions télévisées pour enfants qui la suivent.

## Synopsis
À la maison, dans sa pièce de jeu Puppetland, Pee-wee divertit son public de « garçons et filles » dans un hommage aux séries télévisées pour enfants à petit budget des années 1950, comme Pinky Lee et Howdy Doody.
Pee-wee passe sa journée avec ses amis et concitoyens de Puppetland, dont Pterri le Ptérodactyle, M. Knucklehead, Capitaine Carl, Miss Yvonne, Jambi le génie dans la boîte, Clockey la carte des États-Unis, Randy le coquin, Mike le facteur, Hammy et sa sœur Susan, Hattie l’hermite et les voisins de palier qui chantent M. et Mme Jelly Do-nut.
Pee-wee désire réellement pouvoir voler après avoir reçu un vœu de la part de Jambi le génie, mais il décide de donner son vœu à Miss Yvonne, qui veut que le Capitaine Carl « l'aime réellement » pensant qu'elle est « belle de la tête aux pieds ».
Au cours de sa journée bien remplie, Pee-wee chante et danse, lit des lettres de correspondants « du monde entier », dirige un numéro de marionnettes sous hypnose avec une femme qui se déshabille sous son commandement et montre un dessin animé et un film éducatif condensé de 1959 sur la bonne conduite intitulé : Le Début des responsabilités : Les Manières de la salle à manger.
Plus tard, Pee-wee s'énerve d'avoir abandonné son vœu lorsqu'il aperçoit Capitaine Carl et Miss Yvonne heureux à un rendez-vous. Après beaucoup de bouderies et de crises de colère, Pee-wee s'enfuit.
Les citoyens de Puppetland, inquiets, découvrent le vœu secret de Pee-wee et après que le Capitaine Carl a révélé être amoureux de Miss Yvonne, ils se rendent compte qu'il reste encore un vœu non utilisé à Pee-wee. Jambi le génie exauce alors le souhait de Pee-wee de pouvoir voler.
Pee-wee s'envole et rugit triomphalement au-dessus de Puppetland et proclame qu'il est le « garçon le plus chanceux du monde ».

## Développement
L'idée de base du spectacle vient à Paul Reubens lorsqu'il est l'un des vingt-deux finalistes à être choisi pour intégrer l'équipe régulière du Saturday Night Live, qui allait débuter sa saison tristement célèbre pour avoir une toute nouvelle distribution et être l'une des cinq saisons sans Lorne Michaels à la production. L'acteur Gilbert Gottfried est choisi et Paul Reubens pense que sa carrière est terminée. Selon lui, il était sur le point de rentrer chez lui lorsqu’il a eu l'idée d'un spectacle mettant en vedette le personnage qu'il a créé en 1977, Pee-wee Herman. Cette année-là, le personnage fait sa première apparition devant un public national lorsqu'il intervient dans le film Cheech and Chong's Next Movie. Avec 3 000 $ et l'aide d'une soixantaine de personnes travaillant pour lui (dont Phil Hartman et John Paragon, Paul Reubens crée le spectacle.

## Distribution
- Paul Reubens : Pee-wee Herman
- John Paragon : Jambi et Pterri
- Lynne Marie Stewart : Miss Yvonne
- Phil Hartman : Capitaine Carl et Monsieur LeCroq
- Tito Larriva : Hammy
- Edie McClurg : Hermit Hattie et Clockey

## Reprise du spectacle de 2010
Paul Reubens déclare à la presse dans des interviews qu'il espère qu'une reprise de son spectacle sur Pee-wee Herman, aiderait à susciter l’intérêt des producteurs et le financement d'un nouveau long métrage, avec peut-être un nouvel acteur dans le rôle principal.
The Pee-wee Herman Show est originellement prévu du 8 au 29 novembre 2009 au Music Box Theatre à Hollywood. En raison de la forte demande du public et de besoins techniques divers, le spectacle est déplacé au Club Nokia LA Live entre le 12 janvier et le 7 février 2010,. Les acteurs répètent au Sunset-Gower Studios avant de débuter les répétitions techniques au Club Nokia.
Le spectacle est réécrit par Paul Reubens afin d'être mis à jour et de contenir des références modernes à Internet, à l'iPad, aux bagues de virginité et au ShamWow. Il présente plusieurs nouveaux personnages dont le bricoleur Sergio, le pompier Phineas et un ours muet danseur. Des éléments de la série télévisée Pee-wee's Playhouse sont fusionné au spectacle. L'intrigue du béguin du Capitaine Carl (à l'originé interprété par le défunt Phil Hartman) pour Miss Yvonne est remplacée par celle du Cowboy Curtis. À la nouvelle version sont également ajoutés les personnages originaux du spectacle sur cène : Chairry, les Fleurs, M. Window, Globey, Clockey, M. Knucklehead, Conky le robot et Magic Screen ainsi que le roi des cartoons issu de la série télévisée.
La reprise est produite par Scott Sanders, réalisée par Alex Timbers, mise en scène par David Korins et Gary Panter et mise en musique par Jay Cotton,.
Après plusieurs avant-premières qui débutent le 26 octobre 2010, la production commence à Broadway au Stephen Sondheim Theatre le 11 novembre 2010 jusqu'au 2 janvier 2011. La représentation à Broadway est produite par Scott Sanders Productions, Adam S. Gordon, Allan S. Gordon, Élan V. McAllister, Roy Miller, Carol R. Fineman, Scott Zeilinger, Radio Mouse Entertainment StylesFour Productions, Randy Donaldson et Tim Laczynski. Ce spectacle est à nouveau enregistrer pour un special sur HBO intitulé The Pee-wee Herman Show on Broadway qui est diffusé pour la première fois le 19 mars 2011.

### Distribution

#### Los Angeles
- Paul Reubens : Pee-wee Herman
- John Moody : Mike le postier
- John Paragon : Jambi
- Lynne Marie Stewart : Miss Yvonne
- Phil LaMarr : Cowboy Curtis
- Jesse Garcia : Sergio
- Josh Meyers : Phineas le pompier
- Drew Powell : l'ours
- Lance Roberts : le roi des cartoons
- Lori Alan : voix additionnelles

#### Broadway
- Paul Reubens : Pee-wee Herman
- John Moody : Mike le postier
- John Paragon : Jambi et Pterri
- Lynne Marie Stewart : Miss Yvonne
- Phil LaMarr : Cowboy Curtis
- Jesse Garcia : Sergio
- Josh Meyers : Phineas le pompier, Conky, Clockey, le poisson, Randy et ShamWow
- Drew Powell : l'ours, M. Window, Randy et les fleurs
- Lance Roberts : le roi des cartoons, Globey, les fleurs et M. Knucklehead
- Lexy Fridell : Chairry, Magic Screen, Ginger, le poisson et les fleurs